# Espagne au Concours Eurovision de la chanson 1995
L'Espagne a participé au Concours Eurovision de la chanson 1995 le 13 mai à Dublin, en Irlande. C'est la 35e participation espagnole au Concours Eurovision de la chanson.
Le pays est représenté par la chanteuse Anabel Conde et la chanson Vuelve conmigo (en), sélectionnées en interne par la TVE.

## Sélection interne
Le radiodiffuseur espagnol, Televisión Española (TVE), choisit en interne l'artiste et la chanson représentant l'Espagne au Concours Eurovision de la chanson 1995.
| Artiste      | Chanson             | Langue   | Traduction  |
| ------------ | ------------------- | -------- | ----------- |
| Anabel Conde | Vuelve conmigo (en) | Espagnol | Reviens-moi |

Lors de cette sélection, c'est la chanson Vuelve conmigo, interprétée par Anabel Conde, qui fut choisie. Le chef d'orchestre sélectionné pour l'Espagne à l'Eurovision 1995 est Eduardo Leiva.

## À l'Eurovision

### Points attribués par l'Espagne
| 12 points | Croatie  |
| 10 points | Malte    |
| 8 points  | Grèce    |
| 7 points  | Belgique |
| 6 points  | Autriche |
| 5 points  | Chypre   |
| 4 points  | Norvège  |
| 3 points  | Irlande  |
| 2 points  | Turquie  |
| 1 point   | Hongrie  |

### Points attribués à l'Espagne
| 12 points           | 10 points          | 8 points                                                       | 7 points            | 6 points            |
| ------------------- | ------------------ | -------------------------------------------------------------- | ------------------- | ------------------- |
| - Belgique - Israël | - Croatie - Chypre | - Bosnie-Herzégovine - Malte - Pologne - Royaume-Uni - Turquie | - France - Portugal | - Allemagne - Grèce |
| 5 points            | 4 points           | 3 points                                                       | 2 points            | 1 point             |
| - Islande           |                    |                                                                | - Hongrie - Irlande |                     |

Anabel Conde interprète Vuelve conmigo en 9e position lors de la soirée du concours, suivant l'Autriche précédant la Turquie.
Au terme du vote final, l'Espagne termine 2e sur 23 pays participants, ayant reçu 119 points au total,. C'est le meilleur résultat obtenu par l'Espagne depuis 1979, quand le pays terminait également à la 2e place, alors avec 116 points.